# Sturmglanz Black Metal Manufaktur
Die Sturmglanz Black Metal Manufaktur ist ein Musiklabel, welches 2010 in Weißenfels im Burgenlandkreis begründet wurde und sich auf Black Metal und Pagan Metal sowie stilistische Grenzgänger im Extreme-Metal- und NSBM-Bereich spezialisiert hat. Neben deutschen stehen bzw. standen vor allem finnische Bands unter Vertrag.

## Bands, die unter dem Label veröffentlichten
- Abezethibou
- Acherontas
- Aegrotum
- Andras
- Artam
- Ascheregen
- Aske
- Askeregn
- Besatt
- Blutrache
- Blutsturm
- Burkhartsvinter
- Cabra Infernal
- Chotzä
- Dark Paranoia
- Die Schwarze Sonne
- Drudensang
- Era ov Dolor
- Feldgrau
- Geisterbanner
- Gnaargakh
- Hiisi
- Kalmankantaja
- Krematorium
- Kreuziger
- Lebenswinter
- Lykanthropie
- Moontower
- Nahtoderfahrung
- Narrdes III
- Nocturnal Depression
- Nordwind
- Pakiss
- Permafrost
- Profundis Tenebrarum
- Projekt Nebelkrähe
- Selbsttötung
- Shards of a Lost World
- Silberbach
- Stutthof
- Tempers Creature
- Temple of Oblivion
- Tronje
- Todessog
- Ugulishi
- Uitzichtloos
- Urfeind
- Urlog
- Waffenträger Luzifers
- Waldesschrei
- Wampyric Rites
- Wolfkrieg
- Wolfsblut
- Yansen
- Zørormr